# 115th Fighter Wing

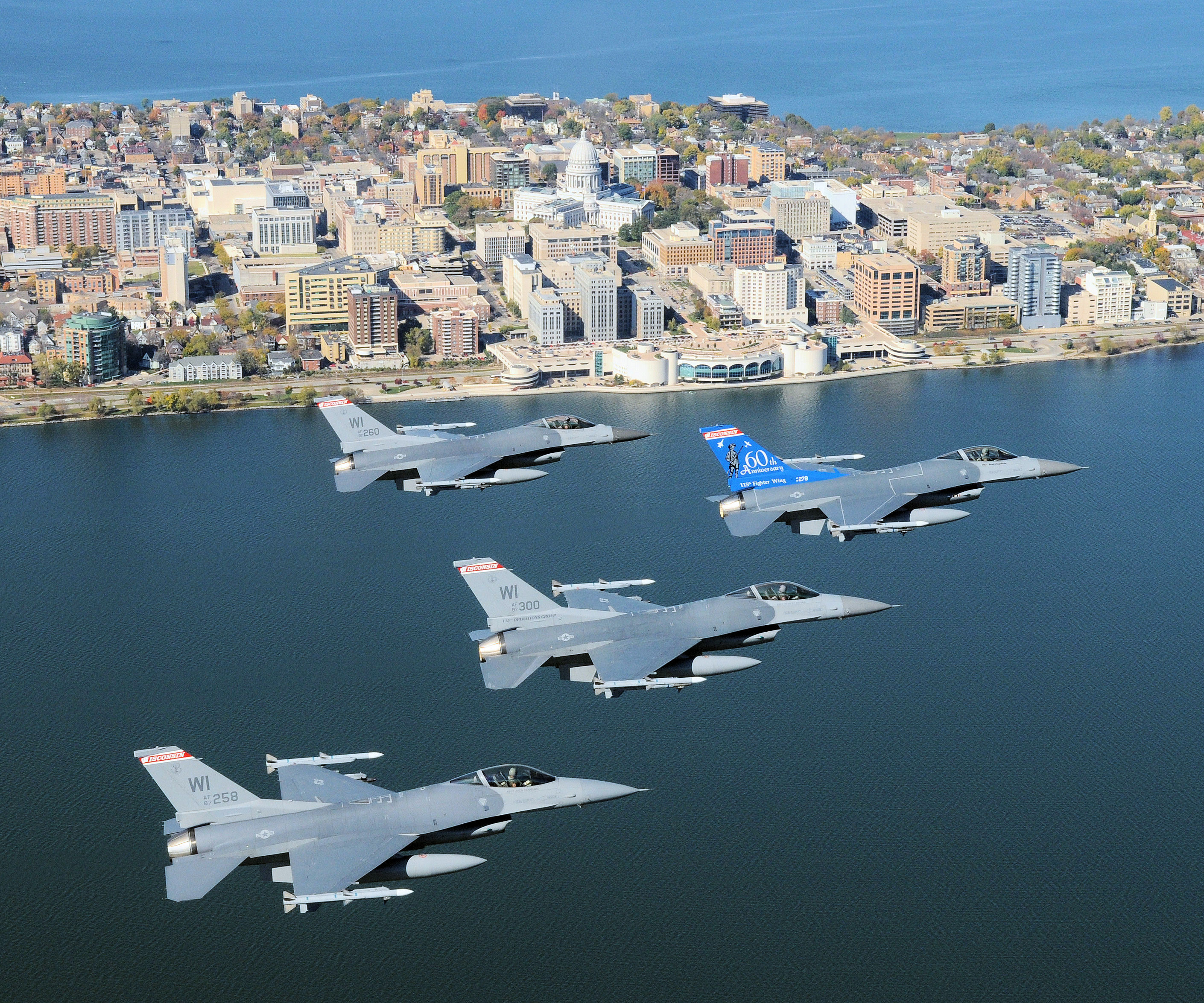
F-16C dello Stormo

Il 115th Fighter Wing è uno Stormo da caccia della Wisconsin Air National Guard. Riporta direttamente all'Air Combat Command quando attivato per il servizio federale. 
Il suo quartier generale è situato presso la Truax Field Air National Guard Base, Wisconsin.

## Organizzazione
Attualmente, al settembre 2023, esso controlla:
- 115th Operations Group, codice visivo di coda WI
  - 115th Operations Support Squadron
  -  176th Fighter Squadron - Equipaggiato con F-35A
All'unità è associato il 378th Fighter Squadron, 495th Fighter Group, Air Combat Command
- 115th Maintenance Group
  - 115th Aircraft Maintenance Squadron
  - 115th Maintenance Operations Flight
  - 115th Maintenance Squadron
- 115th Mission Support Group
  - 115th Mission Support Flight
  - 115th Communications Flight
  - 115th Security Forces Squadron
  - 115th Civil Engineer Squadron
  - 115th Services Flight
  - 115th Logistics Readiness Squadron
- 115th Medical Group